# Bernhard Graefrath
Bernhard Graefrath (* 12. Februar 1928 in Berlin; † 3. Januar 2006 in Michaelsdorf) war ein deutscher Jurist, der in der Deutschen Demokratischen Republik (DDR) zu den führenden Rechtswissenschaftlern im Bereich des Völkerrechts zählte. Er wirkte von 1963 bis 1982 als Professor für Völkerrecht an der Humboldt-Universität zu Berlin und anschließend bis 1991 als Bereichsleiter für Völkerrecht am Institut für Theorie des Staates und des Rechts der Akademie der Wissenschaften der DDR. Von 1986 bis 1991 gehörte er der Völkerrechtskommission der Vereinten Nationen an.

## Leben
Bernhard Graefrath wurde 1928 in Berlin geboren und absolvierte nach dem Ende des Zweiten Weltkrieges einen Volksrichterlehrgang und anschließend an der Humboldt-Universität zu Berlin ein Studium der Rechtswissenschaften, das er 1951 mit der Promotion abschloss. Ab 1946 gehörte er der Sozialistischen Einheitspartei Deutschlands (SED) an. In den Jahren 1953/1954 war er als Hauptreferent und Abteilungsleiter im Staatssekretariat für das Hoch- und Fachschulwesen für die juristische Ausbildung zuständig. Anschließend wurde er 1955 Dozent. In den Jahren 1958 bis 1960 wirkte er als Bürgermeister von Zossen zur „Bewährung“ infolge einer „Maßregelung im Kontext der Babelsberger Konferenz zur Rechtspolitik“.
Nach seiner Habilitation im Jahr 1963 wurde er Professor für Völkerrecht an der späteren Sektion Rechtswissenschaften der Humboldt-Universität zu Berlin. Von 1964 bis 1966 wirkte er als Dekan der Juristischen Fakultät der Humboldt-Universität sowie von 1969 bis 1973 und von 1980 bis 1982 als Bereichsleiter für Völkerrecht. Darüber hinaus unterrichtete er 1984 als Dozent an der Haager Akademie für Völkerrecht. Er war ein Vizepräsident der Gesellschaft für Völkerrecht in der DDR.
Ab 1973 vertrat er die DDR bei verschiedenen internationalen Tagungen und Institutionen im Bereich des Völkerrechts und der Menschenrechte. So nahm er von 1974 bis 1977 an den Tagungen der diplomatischen Konferenz teil, auf der die ersten zwei Zusatzprotokolle von 1977 zu den Genfer Konventionen ausgearbeitet wurden, von 1973 bis 1978 gehörte er der DDR-Delegation bei den Sitzungen der UN-Generalversammlung an. In den Jahren von 1977 bis 1986 war er Mitglied des UN-Menschenrechtsausschusses. Anschließend wirkte er von 1986 bis 1991, als einziger Jurist in der Geschichte der DDR, in der Völkerrechtskommission der Vereinten Nationen. 1983 wechselte er von der Humboldt-Universität an das Institut für Theorie des Staates und des Rechts der Akademie der Wissenschaften der DDR, an dem er bis 1991 Professor und Bereichsleiter für Völkerrecht war und als stellvertretender Vorsitzender des Rates für staats- und rechtswissenschaftliche Forschung der DDR wirkte. Im Jahr 1992 ging er in den Vorruhestand. Er starb 2006 in Michaelsdorf, einer vorpommerschen Ortschaft, die nach Fuhlendorf eingemeindet wurde.

## Veröffentlichungen (Auswahl)
- Die Vereinten Nationen und die Menschenrechte. Berlin 1956
- Völkerrechtliche Verantwortlichkeit der Staaten. Berlin 1977 (als Mitautor)
- Probleme des Völkerrechts. Berlin 1985 (als Herausgeber)
- Menschenrechte und internationale Kooperation. Berlin 1988
- Der Krieg und das Schweigen der UNO. In: Die Waffen nieder! Zum NATO-Krieg gegen Jugoslawien. (Hrsg.) Dresdener Studiengemeinschaft Sicherheitspolitik (DSS) e. V: DSS-Arbeitspapiere, Dresden 1999, Heft 47, S. 49–51. urn:nbn:de:bsz:14-qucosa2-324781